# Шептуны
«Шептуны» (англ. The Whisperers) — художественный фильм английского режиссёра Брайана Форбса, снятый им в 1967 году по собственному сценарию. Экранизация одноимённого романа Роберта Николсона (англ. Robert Nicolson) 1961 года.

## Сюжет
«Вы здесь?» — спрашивает пожилая женщина, наклоняя чуть-чуть голову, а её взгляд мечется по квартире. — «Я знаю, вы здесь. Оставьте меня в покое!» Миссис Росс живёт в своём собственном мире и смешивает его с действительностью. Она слышит голоса «шептунов», хотя это может быть только старый водопроводный кран, который капает всю ночь, скрип половиц и дребезжание стёкол в окнах её квартиры. Она считает, что эти воображаемые существа шпионят за ней, и регулярно сообщает о них в полицию, где реагируют с заметным раздражением. Иногда миссис Росс также слышит какой-то шум от людей, живущих над ней, но её реакция всегда одинакова, независимо от того, шум реален или только часть её воображения: включает радио на полную громкость или стучит шваброй в потолок. «Шептуны», однако, являются лишь частью её фантазий. Она рассказывает причудливые истории о своём знатном прошлом и воображает себя наследницей больших денег, которые должна получить в ближайшее время. 76-летняя женщина, брошенная её никчёмным сыном Чарли и таким же никчёмным мужем Арчи, живёт одна в 2-комнатной квартирке в захудалом районе Манчестера на небольшое пособие от государственного комитета вспомоществования. Её повседневная жизнь — это поиск пищи, тепла и человеческого общения. Она приходит в общественную библиотеку погреть ноги на краю трубы отопления, пока не замечает служитель. Поёт гимны в местной церкви в числе других коллег-горемык, выказывающих религиозную преданность, чтобы получить от преподобного бесплатную тарелку супа. Просит в комитете вспомоществования пару простых туфель, а это требует личного визита домой социального работника для подтверждения того, что они действительно заслуживают замены. Внезапно её тихое, одинокое существование прерывается кратким визитом сына Чарли, который появляется только для того, чтобы спрятать свёрток с 800 фунтами в шкафу матери. Она случайно находит украденные деньги и, в соответствии со своими фантазиями, считает их долгожданным наследством от своего покойного отца. Когда она рассказывает об этом случайной собеседнице в комитете вспомоществования, новая подруга заманивает её к себе домой, где угощает алкоголем с добавлением метилового спирта. А после того, как миссис Росс отключается, рабочая семья роется в её сумке и забирает у неё часть найденных богатств. Затем её загружают в тележку и бросают в переулке недалеко от её дома в тонком пальто, и утром пожилую женщину там обнаруживают соседи. После лечения от пневмонии в больнице её отправляют в Госпиталь нервных и психических болезней. Социальный работник находит её мужа Арчи и помогает ему с работой, чтобы он вернулся домой и заботился о жене, но тот видит только возможность использовать ситуацию для собственной выгоды. Оставшись в очередной раз одна, миссис Росс снова заглядывает в углы своей квартиры и спрашивает: «Вы здесь?»

## Создание фильма
Производство было запланировано на восемь недель съёмок с небольшим бюджетом в размере $400,000 и в сотрудничестве с двумя американскими продюсерами Майклом Лофлином и Рональдом Шедло. В своей биографии «Dame Edith Evans: Ned’s Girl» Форбс упомянул о создании фильма:

 Действие романа Николсона происходило в Глазго, а единственным условием, которое мне поставил Дэвид Пикер (англ. David Picker) [руководитель United Artists], было не допускать шотландских акцентов, потому что он полагал, что это пойдёт во вред фильму в Соединенных Штатах… Поэтому я сделал местом действия фильма Мидлендс, и Эдит согласилась принять равнинный акцент. Я решил снимать фильм в районе Moss Side Манчестера, в 1966 году он был в процессе превращения в градостроительную Хиросиму; целые районы были раскатаны бульдозерами при подготовке к окаменелому бетонному лесу из высотных многоэтажек. Это был пустырь… это дало мне необходимую запустение, которое было нужно для моей истории, и я перенёс мой фильм в этот район.Оригинальный текст (англ.) "Nicolson's novel had been set in Glasgow, and the only stipulation David Picker [a United Artists executive] made to me was that I avoid Scottish accents because he felt that this would work to the film's disadvantage in the United States...I therefore set the film in the Midlands and Edith agreed to assume a flat accent. I elected to shoot the film in the Moss Side area of Manchester; in 1966 this was in the process of becoming a planners' Hiroshima; whole areas had been flattened by the bulldozers in preparation for a petrified concrete forest of high-rise tenements. It was a waste land...It provided me with the requisite desolation I needed for my story and I moved my film unit into the area." — www.tcm.com

## Оценка игры актрисы
Немногие фильмы представляют одиночество старости так резко, как Брайан Форбс в Шептунах, и лишь несколько актрис показали глубину характера для такой темы, как Эдит Эванс в этом фильме. Актриса была номинирована на премию Американской академии, но проиграла Кэтрин Хепбёрн, однако её исполнение в фильме было настолько реалистичным и впечатляющим, что она была не только номинирована, но и выиграла премии Сообщества кинокритиков Нью-Йорка, Национального совета кинокритиков США, Британской академии кино и телевизионных искусств (BAFTA) и Золотой глобус, все — как лучшая актриса.
Шептуны был первым фильмом, в котором Форбс работал с Эванс: ей было на то время 78 лет, но у него не было предвзятых представлений о её исполнении или трактовке. Напротив, Форбс считал: «Казалось трагическим упущением, что абсолютно никто не сочинил фильм, чтобы в полной мере использовать её уникальный талант». Так что, когда он прочитал роман Роберта Николсона, он «воспользовался возможностью, чтобы создать для неё большую экранную роль».
Роль Эдит требовала, чтобы она была на экране почти в каждой сцене. Режиссёр писал в своей биографии «Dame Edith Evans: Ned’s Girl»:

Я не могу утверждать, что снимал Эдит таким же образом, как я снимал других актёров. Я осторожно расположил свои камеры, чтобы поймать каждый нюанс её необыкновенного исполнения и время от времени я мог руководить ею, но по большей части я довольствовался её лидерством. (…) Она берегла свою энергию между дублями и часто дремала в своём кресле, когда мы должны были ждать света. Но она всегда знала роль назубок и ей редко требовался второй дубль. (……) Она никогда не просила поблажек, никогда не требовала для себя особых привилегий, все часы работала иногда при отвратительной погоде, и никогда не оставляла съёмочную площадку без моего разрешения.Оригинальный текст (англ.) "I can't claim to have directed Edith in the way that I have directed other artists," Forbes wrote. "I positioned my cameras carefully to catch every nuance of her extraordinary performance and from time to time I was able to guide her, but for the most part I was content to be led by her...She conserved her energy between takes and frequently dozed off in her chair whenever we had to wait for the light. But she was always word perfect and seldom needed a second-take...She never asked favours, never demanded special privileges, worked all hours in atrocious weather sometimes, and would never leave the set without first asking my permission." — www.tcm.com
Когда «Шептуны» был впервые показан в США в Нью-Йорке, Форбс сказал в интервью:

— «Очевидно, мистер Форбс, вы и госпожа Эдит провели много месяцев в подготовке её к роли миссис Росс.»
— "Нет, " — сказал я, -— «мы почти совсем не обсуждали характеризацию.»
Он не мог принять этот ответ.
— «Но, конечно, она жила среди этих людей и изучала их.»
Я покачал головой.
— «Ну, какой тогда у неё приём? У неё должен быть приём.»
— «Её приём в том, что она просто великая актриса.»Оригинальный текст (англ.) 'Obviously, Mr. Forbes, you and Dame Edith spent many months preparing her for her role as Mrs. Ross.' 

'No,' I said, 'we scarcely discussed the characterization at all.' He couldn't accept that answer. 

'But, surely, she lived amongst these people and studied them.' 

I shook my head.

'Well, what's her method then? She must have a method.' 

'Her method is that she is simply a great actress.'— www.tcm.com

## Номинации, награды, презентации

### Награды
- 1967: Лучшая актриса — Эдит Эванс — Национальный совет кинокритиков США, США[3]
- 1967: Десять лучших фильмов — «The Whisperers» — Национальный совет кинокритиков США[3]
- 1967: Премия «Серебряный медведь» за лучшую женскую роль — Эдит Эванс — 17-й Берлинский международный кинофестиваль, ФРГ[4]
- 1967: Приз «Интерфильма» - почетное упоминание — «The Whisperers» — 17-й Берлинский международный кинофестиваль, ФРГ[5]
- 1967: Приз Международной Католической организации в области кино (OCIC) — «The Whisperers» — 17-й Берлинский международный кинофестиваль, ФРГ[5]
- 1967: Лучшая актриса — Эдит Эванс — Сообщество кинокритиков Нью-Йорка (NYFCC), США[6]
- 1968: Золотой глобус за Лучшую женскую роль — Эдит Эванс — Голливудская ассоциация иностранной прессы, США[7]
- 1968: Лучшая женская роль — Эдит Эванс — Британская академия кино и телевизионных искусств (BAFTA), Великобритания[8]
- 1968: Лучшая операторская работа — Джерри Тёрпин — Британская академия кино и телевизионных искусств (BAFTA), Великобритания[9]

### Номинации
- 1967: Золотой глобус за Лучший иностранный фильм на английском языке — Голливудская ассоциация иностранной прессы, США[7]
- 1967: Золотой медведь за Лучшую режиссуру — Берлинский кинофестиваль, ФРГ[5]
- 1968: Оскар за Лучшую женскую роль — Американская академия кинематографических искусств и наук, США[10]

### Презентация
1970 : The Adelaide Film Festival (AFF), Австралия

## В ролях
- Эдит Эванс: миссис Росс
- Нанетт Ньюман: девушка сверху
- Гарри Бейрд: мужчина сверху
- Джек Остин: сержант полиции
- Джеральд Сим: мистер Конрад

## Съёмочная группа
- Режиссёр: Брайан Форбс
- Сценарий и диалоги: Брайан Форбс, по роману Роберта Николсона (англ. Robert Nicolson) «Шептуны» (англ. The Whisperers), 1961 г.
- Продюсер: Майкл Стоддард Лофлин, Роналд Шедло, пом. Джек Рикс
- Оператор-постановщик: Джерри Тёрпин
- Композитор: Джон Барри